# Herb Preszowa
Herb Preszowa – herb słowackiego miasta Preszów. Przedstawia na tarczy w polu srebrnym, w głowicy trzy róże, a w części dolnej po dwa poziome pasy czerwono-srebrne.
Herb miastu nadał dokumentem herbowym król Władysław V Pogrobowiec 4 stycznia 1453 roku.
Na pieczęciach miasta używanych do 1453 roku znajdowały się symbole świętego Mikołaja. A na tzw. pieczęci małej miasta widniały truskawki. Nawiązywało to do węgierskiej nazwy miasta Eperjes (pole truskawek, poziomek). 8 maja 1548 roku król Ferdynand I Habsburg udostojnił herb miasta dodaniem w lewej połowie pasów czerwono-srebrnych czarnego orła cesarskiego trzymającego w pazurach krzak truskawek. 17 sierpnia 1558 roku król Ferdynand I nadał miastu nowy czteropolowy herb. W  polu błękitnym 1 i 4 znajdował się złoty wspięty lew, a w polach 2 i 3 srebrny czarny orzeł dzierżący w łapach krzak truskawek. Na tarczy znajdował się srebrny hełm turniejowy ze złotą koroną i złotymi labrami. W klejnocie złoty gryf trzymający w jednej łapie miecz z koroną, a w drugiej trzy czerwone róże. Tego herbu miasto używało do lat 70. XX wieku, kiedy to Preszów powrócił do herbu z 1453 roku.